# Ángel Quintana
Àngel Quintana Morraja (Torroella de Montgrí, España, 1960) es catedrático de Historia y Teoría del Cine de la Universidad de Gerona. Decano de la Facultad de Letras de la Universidad de Girona.

## Biografía
Doctor en Ciencias de la Comunicación por la Universidad Autónoma de Barcelona. Realizó estudios posdoctorales en la Universidad Paris III. Desde 1980 es colaborador habitual del periódico El Puntavui. También colabora en el suplemento Cultura/s de La Vanguardia y en las revistas especializadas Archivos de la Filmoteca, Nosferatu y L'Atalante. Es miembro del consejo de redacción de la revista Cinémas de la Universidad de Montreal, profesor invitado en diversos másteres, entre ellos el máster de estudios cinematográficos de la Universidad de Lausanne y el máster de documental creativo de la Universitat Autònoma de Barcelona. También sido profesor invitado en la Universidad de los Andes (Bogotá), en la Universidad Paris III, en la Sorbonne Université, en la Iranian School of Cinema de Teheran y los cursos de la Cátedra Roger Odin de la Universidad Paris III. Ha sido coordinador en Cataluña de la edición española de Cahiers du cinéma, actualmente "Caiman, Cuadernos de cine". Es codirector del Seminario sobre Antecedentes y orígenes del cine. Ha sido investigador principal de diferentes proyectos I+D+I entre ellos, el proyecto "La construcción de la realidad en el cine de los orígenes.", "La construcción del imaginario bélico en las actualidades de la Primera Guerra Mundial", "Presencia y representación de la mujer en el cine de los orígenes""Lo virtual en el cine de los orígenes" y "Visiones del cuerpo enfermo en el cine de los orígenes".. También ha participado como investigador en el proyecto europeo "A thousand pictures: Magic Lantern Heritage". Entre 1993 y 1998 fue presidente de la Asociació Catalana de crítics i escriptors cinematogràfics. A partir de julio de 2017 comienza a colaborar con Diari di Cineclub, una revista italiana independiente de cultura e información sobre el cine.